# Epania adustata
Epania adustata är en skalbaggsart som beskrevs av Holzschuh 1999. Epania adustata ingår i släktet Epania och familjen långhorningar.
Artens utbredningsområde är Laos. Inga underarter finns listade i Catalogue of Life.